# 當間重剛
當間重剛（1895年3月25日—1971年10月20日），沖繩政治人物、法官。他反對「復歸日本」、支持琉球獨立。
當間重剛是第一任那霸市長當間重慎之子，為平啓祥（當間親雲上重陳）的後裔。他出生於沖繩縣那霸市若狹，後進入沖繩縣立第一中學校（今沖繩縣立首里高等學校）學習，1920年畢業於京都帝國大學（今京都大學）法學部。1939年當選那霸市長。太平洋戰爭期間，擔任大政翼贊會沖繩縣支部長。沖繩島戰役後擔任沖繩民政府行政法務部長，1946年再度就任那霸市長。1951年起擔任琉球上訴裁判所首席判事。1953年，那霸市長又吉康和去世，他參加市長選舉並成功當選。市長任內，首里市、小祿村被併入那霸市。
1956年，琉球政府行政主席比嘉秀平去世，他就任行政主席。任內努力解決美軍軍用地問題，並且看到了解決方法。當時以沖繩人民黨為中心民主主義擁護聯絡協議會的勢力坐大，他與該黨全面對決，並用半强制手段排除瀨長龜次郎的勢力。
他在辭去行政主席職務後擔任沖繩電台及沖繩電視台的社長，對「復歸日本」運動持懷疑態度。1967年，他就任「沖繩人創造沖繩會」（沖縄人の沖縄をつくる会）會長，並支持原部下崎間敏勝等人成立琉球獨立黨（今嘉利吉俱樂部），主張琉球獨立。
他的弟弟當間重民擔任過貴族院議員、那霸市長。